# Vladas Burba
Vladas Burba (ur. 10 września 1966 w Płungianach) – radziecki, a potem litewski judoka. Olimpijczyk z Barcelony 1992, gdzie zajął trzynaste miejsce w wadze półciężkiej.
Startował w Pucharze Świata w 1989 i 1992. Uczestnik mistrzostw Europy w 1992 i 1995 roku.

## Letnie Igrzyska Olimpijskie 1992
| Konkurencja | Eliminacje          | Repasaże             | Klas. końcowa |
| Konkurencja | Przeciwnik I        | Przeciwnik I         | Miejsce       |
| ----------- | ------------------- | -------------------- | ------------- |
| 95 kg       | Theo Meijer (NED) P | Yasuhiro Kai (JPN) P | 13.           |